# Mistrovství Evropy v plaveckých sportech 1962
Mistrovství Evropy v plaveckých sportech za rok 1962 proběhlo v Lipsku, Východní Německo ve dnech 18. až 25. srpna 1962.
Soutěže
- Plavání
- Skoky do vody
- Vodní pólo